# 1586 Тіле
1586 Тіле (1586 Thiele) — астероїд головного поясу, відкритий 13 лютого 1939 року.
Тіссеранів параметр щодо Юпітера — 3,497.
Названо на честь данського математика Торвальда Тіле (дан. Thorvald Nicolai Thiele, 1838-1910).